# エマニュエル・ムタイ
エマニュエル・ムタイ（Emmanuel Kipchirchir Mutai、1984年10月12日 - ）はケニアの陸上競技選手、専門はマラソンを主とする長距離走。

## 経歴
2007年アムステルダムマラソン男子優勝者。同年にはポルトガルハーフマラソンで優勝した
。
2009年世界陸上競技選手権ベルリン大会男子マラソンでは、同国のアベル・キルイに次ぐ2位に入り銀メダルを獲得した。2011年のロンドンマラソンでは、30km～35kmを14分16秒、35km～40kmを14分29秒という好ラップを刻み、後続を突き放し、2時間04分40秒の大会記録で優勝した。この優勝で、2010-2011シーズンのワールドマラソンメジャーズ制覇を決定づけた。
2012年のロンドンオリンピックでは、有力候補の2時間03分38秒の世界記録保持者パトリック・マカウ、非公認ながら2時間03分02秒の人類最速タイムを持ち世界最強と謳われるジョフリー・ムタイらを退けて、ウィルソン・キプサング、アベル・キルイと共にケニア代表に選ばれるが、レースでは途中で遅れてしまい、結局17位に終わった。
2013年のシカゴマラソンでは、デニス・キプルト・キメットには敗れたものの、2時間03分52秒で2位に入り、再び世界歴代10傑の仲間入りを果たした。
2014年のベルリンマラソンでも、デニス・キプルト・キメットに再び敗れたものの、2時間03分13秒の公認世界歴代2位を記録。

## 自己ベスト
- 10000m - 28分09秒2（2005年）
- 20km - 56分44秒（2010年）
- ハーフマラソン - 1時間00分03秒（2010年）
- 30km - 1時間27分37秒（2014年）
- マラソン - 2時間03分13秒（2014年）

## マラソン成績
| 年月    | 大会名                     | タイム    | 順位 | 備考                           |
| ------- | -------------------------- | --------- | ---- | ------------------------------ |
| 2007.04 | ロッテルダムマラソン       | 2：13：06 | 7位  |                                |
| 2007.10 | アムステルダムマラソン     | 2：06：29 | 優勝 |                                |
| 2008.04 | ロンドンマラソン           | 2：06：15 | 4位  |                                |
| 2008.10 | シカゴマラソン             | 2：15：36 | 6位  |                                |
| 2009.04 | ロンドンマラソン           | 2：06：53 | 4位  |                                |
| 2009.08 | 世界陸上ベルリン大会       | 2：07：48 | 2位  |                                |
| 2010.04 | ロンドンマラソン           | 2：06：23 | 2位  |                                |
| 2010.11 | ニューヨークシティマラソン | 2：09：18 | 2位  |                                |
| 2011.04 | ロンドンマラソン           | 2：04：40 | 優勝 | 大会記録、世界歴代10位（当時） |
| 2011.11 | ニューヨークシティマラソン | 2：06：28 | 2位  |                                |
| 2012.04 | ロンドンマラソン           | 2：08：01 | 7位  |                                |
| 2012.08 | ロンドンオリンピック       | 2：14：49 | 17位 |                                |
| 2013.04 | ロンドンマラソン           | 2：06：33 | 2位  |                                |
| 2013.10 | シカゴマラソン             | 2：03：52 | 2位  | 世界歴代4位 （当時）           |
| 2014.04 | ロンドンマラソン           | 2：08：19 | 7位  |                                |
| 2014.09 | ベルリンマラソン           | 2：03：13 | 2位  | 世界歴代2位 （当時）           |
| 2015.04 | ロンドンマラソン           | 2：10：54 | 11位 |                                |
| 2015.09 | ベルリンマラソン           | 2：07：46 | 4位  |                                |
| 2016.02 | 東京マラソン               | 2：10：23 | 7位  |                                |
| 2016.09 | ベルリンマラソン           | 2：10：29 | 12位 |                                |
| 2017.04 | ボストンマラソン           | 2：19：33 | 18位 |                                |
| 2017.11 | バレンシアマラソン         | 2：10：14 | 12位 |                                |
| 2018.04 | ハンブルクマラソン         | 2：11：57 | 9位  |                                |

## 参考資料・外部リンク
- エマニュエル・ムタイ - Olympedia（英語）
- エマニュエル・ムタイ - ワールドアスレティックスのプロフィール（英語）
- World Marathon Majors profile
- Marathoninfo profile
- 子供のころからの夢、五輪出場を狙う　エマニュエル・キプチルチル・ムタイ